# Ría Antoníou
Grigoría Ría Antoníou, en grec moderne : Γρηγορία Ρία Αντωνίου, née le 14 juillet 1988 à Athènes, est un mannequin grec, couronné Miss B Star Hellas 2008. Elle est également  présentatrice, chanteuse et actrice. Elle vit désormais en Italie.

## Biographie
Étant à moitié Péloponnésienne, elle participe et remporte le concours Miss Péloponnèse, en 2007. Ría représente la Grèce au concours Miss Model of the World et se classe deuxième dauphine : après ce concours, elle est désignée par l'organisation Star Hellas pour représenter la Grèce à Miss Terre 2008, le 9 novembre 2008, à Ángeles (Philippines). 
Du 7 janvier au 17 mars 2012, elle participe à la 8e saison  de Ballando con le stelle, la version italienne de Danse avec les stars : elle est associée à Raimondo Todaro et ils terminent à la 3e place dans l'émission finale. 
En novembre 2016 Ria Antoniou joue le premier rôle féminin dans le film italien Non si ruba a casa dei ladri (it), réalisé par Carlo Vanzina.